# 麥當勞叔叔之家 (臺灣)
麥當勞叔叔之家（登記名稱：財團法人麥當勞叔叔之家慈善基金會）是麥當勞叔叔之家慈善基金協會授權在臺灣的分會組織，透過多項兒童關懷服務方案，促進兒童健康與福祉，透過多元方式籌辦募款活動，並成立免費住宿與關懷服務，幫助在地的弱勢兒童。

## 歷史
1997年，「財團法人麥當勞叔叔之家慈善基金會」由台灣麥當勞以新台幣3000萬捐助成立，3月27日獲內政部許可，並於4月15日正式向法院登記後成立。承接全球基金會的使命與願景，為促進台灣兒童健康與福祉而努力。
1999年起，於醫院內設置「麥當勞叔叔親子房」，於2007年成立「麥當勞叔叔之家」，提供遠地就醫兒童家庭一個「出門在外的家」，透過免費住宿與關懷服務，減緩舟車往返的身心壓力，與減少額外交通住宿的經濟負擔。
截至2019年，台灣麥當勞叔叔之家已服務1,654個家庭、共計17,789位病童與家庭人次受惠，基金會每年共為這些家庭總省下近二千多萬元的住宿、交通、生活開銷。

## 募資管道

### 愛心發票零錢箱
於全台麥當勞餐廳擺放發票零錢箱，為基金會邀請民眾響應愛心隨手捐的重要平台。

### 募款活動
利用通路宣傳、媒體資源，透過籌辦募款活動、房間認養、物資捐贈等，幫助在地的弱勢兒童。

### 贊助部分後勤行政費用
後勤行政費用為基金會的必要支出，用以維持日常營運，麥當勞總部以贊助部分後勤行政費用的方式，支持麥當勞叔叔之家慈善基金會的基本營運。

## 義工侵吞善款案
擔任麥當勞叔叔之家慈善基金會義工的冷姓男子，自2012年起涉嫌侵占民眾捐贈金錢及得獎發票近新台幣500萬元。2020年4月23日，臺北地方檢察署約談冷男到案，訊問後諭令新台幣20萬元交保，並限制出境、出海。

## 台灣分部
第一家麥當勞叔叔之家於2007年4月落腳於台北市大安區金山南路二段179號，提供18歲以下病童及其主要照顧者，因醫療過程中需短期住宿者申請住宿。
臺中榮民總醫院，第二醫療大樓五樓。為中部病童考量而設立之麥當勞叔叔親子房。相關申請請洽詢社工室。

## 外部連結
- （繁體中文）麥當勞叔叔之家慈善基金會 （页面存档备份，存于）